# Pehr Liedbeck
Pehr Adolf Liedbeck, född 23 januari 1881 i Adolf Fredriks församling, Stockholm, död 28 april 1970 i Oscars församling, Stockholm, var en svensk gymnastikdirektör och målare.
Han var son till ingenjören Fredrik Alarik Liedbeck och Emma Carolina Catharina Söderström och från 1919 gift med Ruth Edit Molin. Liedbeck studerade konst vid Académie Julian i Paris 1913-1914 och vid Althins målarskola i Stockholm 1914-1916. Han vistades i Paris 1919-1929 och passade då på att studera för Maurice Denis 1924. Separat ställde han ut i Paris 1925 och på Gummesons konsthall 1929. Han medverkade i samlingsutställningar i Örebro och Karlstad samt på höstsalongen i Paris 1925-1928. Hans konst består av stilleben, realistiskt hållna porträtt samt gatu- och stadsmotiv från Paris och Stockholm.